# Ken Sakamura
Ken Sakamura (jap. 坂村 健, Sakamura Ken; * 25. Juli 1951 in Tokio, Japan) ist ein japanischer Informatik-Professor an der Universität Tokio. Er ist Begründer der Echtzeit-Betriebssystem-Architektur TRON.
Er studierte Elektrotechnik an der Universität Keio, wo er 1979 promoviert wurde. Danach war er Assistent in der Fakultät für Informatik der Universität Tokio und wurde kurz darauf von der Japan Electronic Industrial Development Association (JEIDA) gebeten, ein Expertenkomitee für Anwendung von Software für Mikrocomputer zu leiten. Sakamura nutzte das Komitee zur Entwicklung und Propagierung der von ihm 1984 eingeführten  TRON Architektur, woraus insbesondere ITRON als quasi-Industriestandard hervorging, der in Japan in zahlreichen marktgängigen Elektronik-Produkten genutzt wird. Er leitet das T-Engine Forum zur Weiterentwicklung von Tron und ähnlicher Technologien und das Ubiquitous Networking Laboratory (UNL) in Gotanda bei Tokio, wo er abgespeckte TRON Versionen mit RFID kombiniert mit dem Ziel Ubiquitous Computing voranzutreiben. Im Gegensatz zu TRON, das vor allem in Japan verbreitet ist, bemüht er sich hierbei um internationale Kooperation, insbesondere mit China und Korea.
Seit der Gründung des T-Engine-Forums arbeitet Sakamura daran, japanische Technologie für die Welt zu öffnen. Seine frühere Erfindung, TRON, das universelle RTOS, das in der japanischen Unterhaltungselektronik verwendet wird, wurde in anderen Ländern nur begrenzt angenommen. Sakamura hat Verträge mit chinesischen und koreanischen Universitäten geschlossen, um gemeinsam an Ubiquitous Networking zu arbeiten. Er hat auch mit dem französischen Softwarekomponenten-Hersteller NexWave Solutions, Inc. zusammengearbeitet. Er ist ein externes Vorstandsmitglied für NTT Japan.
Im Jahre 2001 teilte er sich den Takeda-Preis für Soziales/Ökonomie mit Richard Stallman und Linus Torvalds. 2006 erhielt Sakamura den Preis der Japan Academy. Für 2023 wurde ihm der IEEE Masaru Ibuka Consumer Electronics Award zugesprochen.